# Kanton Labastide-Murat
Labastide-Murat is een voormalig kanton van het Franse departement Lot. Het kanton maakte deel uit van het arrondissement Gourdon. Het werd opgeheven bij decreet van 13 februari 2015 met uitwerking op 22 maart 2015.

## Gemeenten
Het kanton Labastide-Murat omvatte de volgende gemeenten:
- Beaumat
- Caniac-du-Causse
- Fontanes-du-Causse
- Ginouillac
- Labastide-Murat (hoofdplaats)
- Lunegarde
- Montfaucon
- Saint-Sauveur-la-Vallée
- Séniergues
- Soulomès
- Vaillac